# Struan (Skye)
Struan (gaelsky An Sruthan) je vesnice s malým přístavem na západním pobřeží ostrova Skye ve skotských Vnitřních Hebridách. Ve vesnici žije zhruba 300 obyvatel. Z administrativního hlediska Struan, stejně jako celý ostrov Skye, přináleží v rámci Spojeného království do skotské správní oblasti Highland (ve skotské gaelštině Comhairle na Gáidhealtachd).

## Geografie
Struan leží na břehu zátoky Loch Beag u ústí Loch Harport, zhruba v polovině cesty z Portree do Dunveganu. Po místní silnici B885 představuje vzdálenost ze správního centra ostrova do Struanu přibližně 17 km, křižovatka silnice A87 a A863 u Sligachanu je od Struanu vzdálená zhruba 21 kilometrů. Místní obyvatelstvo se hlásí ke čtyřem různým protestantským denominacím. Ve vesnici jsou čtyři kostely, obchod a základní škola. Název sídla je zkomoleninou gaelského výrazu „sruthan“, který znamená „malý potok“ nebo „vyvěrající pramen“. V nejbližším sousedství Struanu je osada Balgown (Baile Ghobhainn), dále na východ Bracadale a asi 2 km směrem na západ se nachází další osada a archeologická lokalita Ullinish.

## Historie
Dokladem nejstaršího osídlení této oblasti je broch Dun Beag z mladší doby železné (kolem 500–100 př. n. l.), který se nachází na malém skalnatém návrší necelý 1 km severozápadně od Struanu. Podle dobových svědectví byly pozůstatky kruhové stavby ze suchého zdiva v 18. století ještě asi 4 metry vysoké, o dvě století později byla jejich výška zhruba poloviční. Pozůstatky věže mají průměr 18,6 metru, zdi jsou silné zhruba 4 metry. V letech 1914 až 1920 zde probíhaly vykopávky, které vedla hraběnka Vincent Baillet de Latour. Během vykopávek bylo odstraněno a prozkoumáno na 200 tun materiálu, v němž byly nalezeny různé kamenné, bronzové a zlaté předměty, ozdoby a mince, jejichž původ byl určen od prehistorických dob až po 19. století. Broch Dun Beag je zapsán na seznamu nemovitých kulturních památek Listed Buildings (Statutory List of Buildings of Special Architectural or Historic Interest) Spojeného království.
Na hřbitově ve Struanu jsou pohřbeni John MacKenzie a John Norman Collie, spjatí se zdejším regionem a historií horolezectví na ostrově Skye. John Norman Collie (1859–1942) byl anglický vědec, chemik a horolezec, John Morton MacKenzie (1856–1933), který pocházel z ostrova Skye, byl prvním horským vůdcem v pohoří Cuillin.

## Galerie

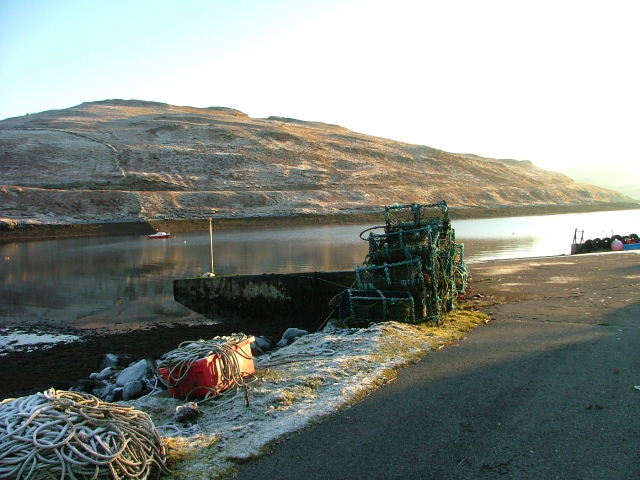
Molo na pobřeží zátoky
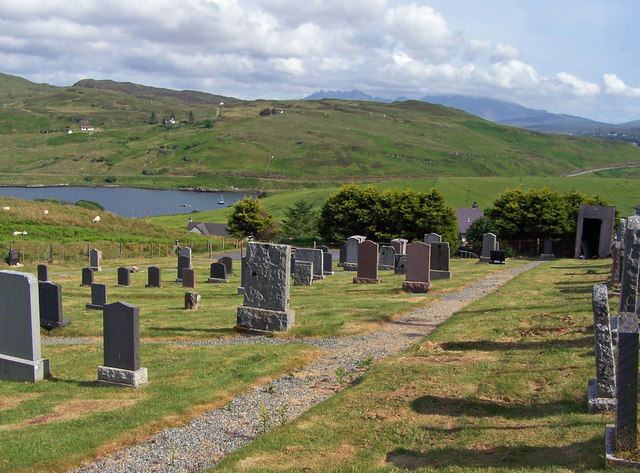
Pohled od hřbitova na jih k pohoří Ciullin
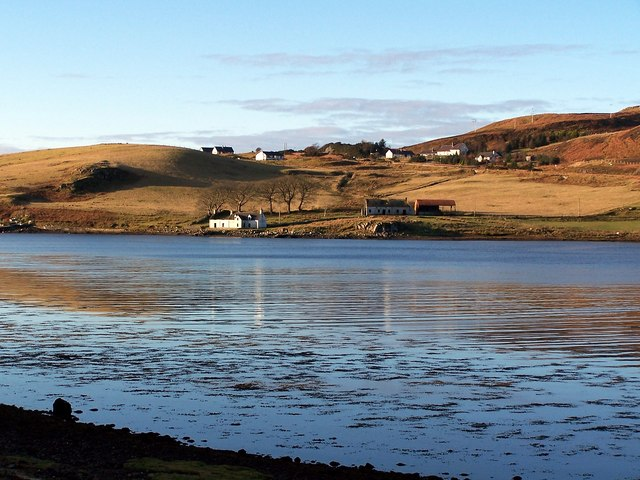
Západní břeh Loch Beag
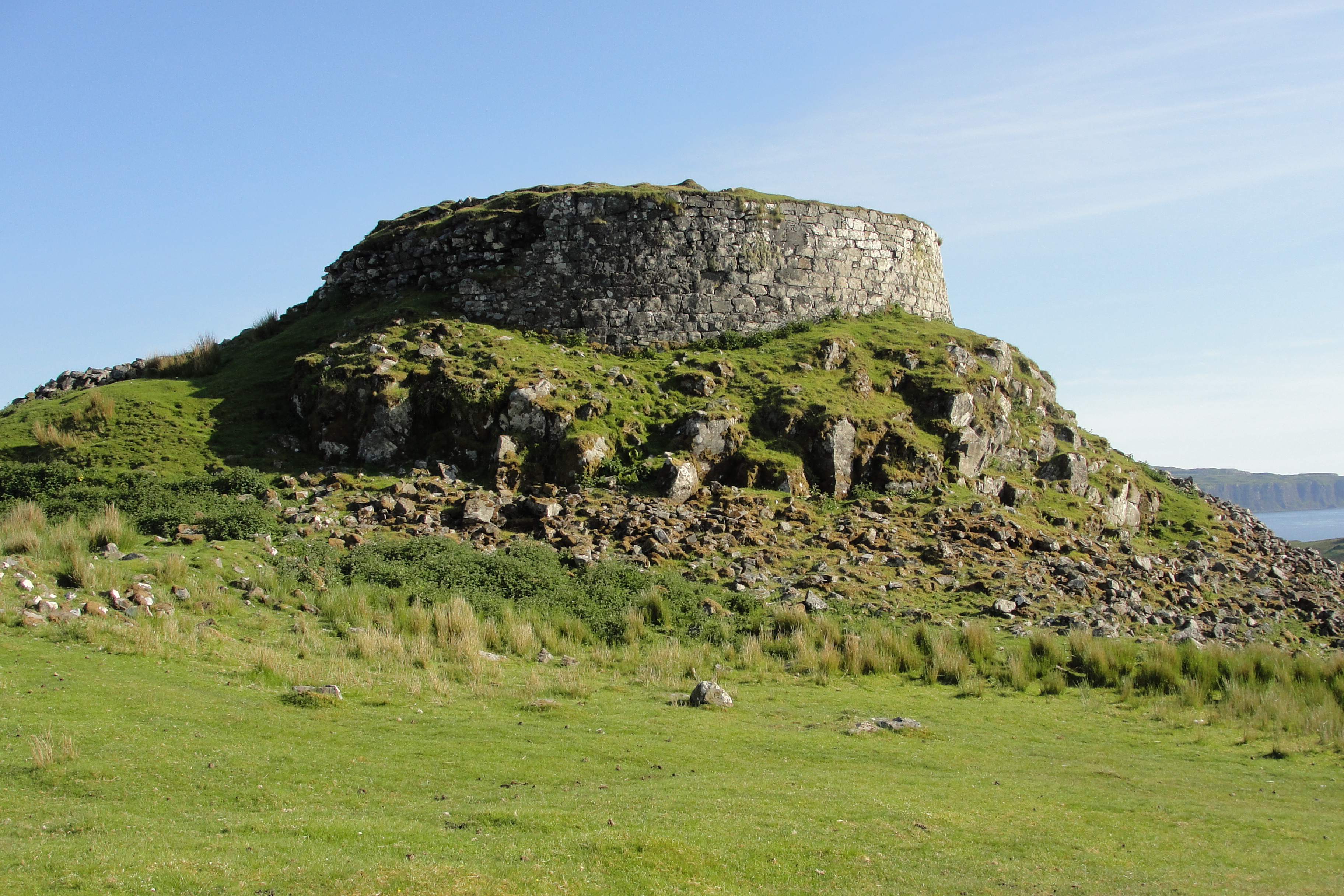
Broch Dun Beag
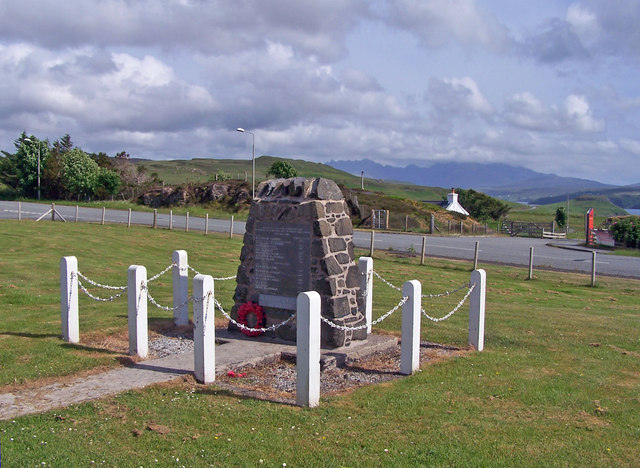
Pomník obětem válek